# Am Wingertsweg

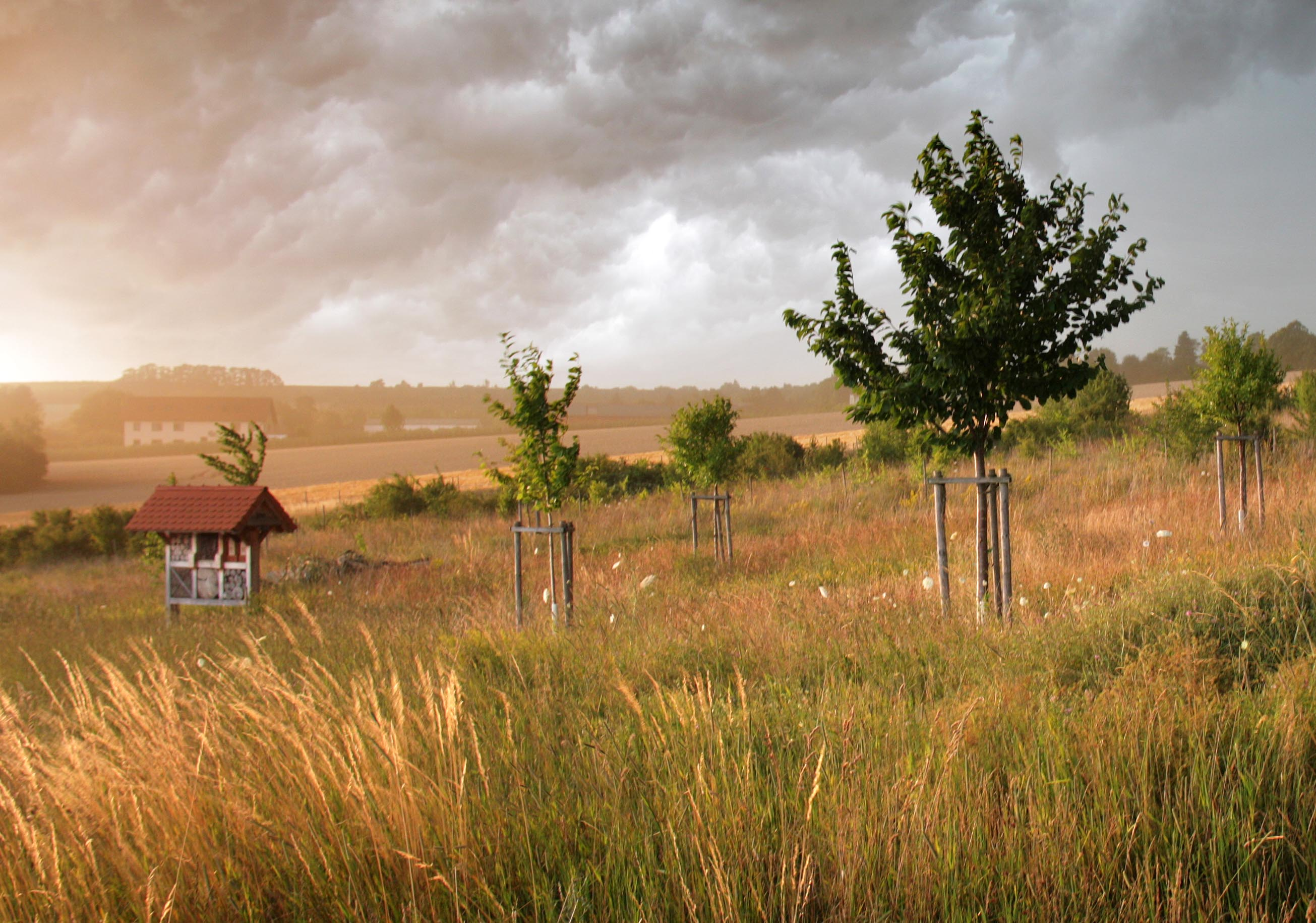
Ausgleichsfläche Am Wingertsweg (2014)

Am Wingertsweg ist die Bezeichnung für eine Ausgleichsfläche der Ortsgemeinde Klein-Winternheim in der rheinland-pfälzischen Verbandsgemeinde Nieder-Olm. Die Fläche von etwa 1,5 Hektar wurde 2008 nach einem Konzept der regionalen Lokalen Agenda mit ortstypischen Büschen und Bäumen als artenreiche halboffene Landschaftsform angelegt. Das Gebiet soll trotz seiner geringen Größe in dem stark landwirtschaftlich geprägten Rheinhessen eine Trittsteinfunktion erfüllen, so Irene Wellershoff, Vorsitzende der Lokalen Agenda.
Die Renaturierung wurde mit mehreren Preisen ausgezeichnet, die Fläche gilt unter Biologen als „sehr gut entwickelt“. Es wurden seltene und geschützte Tierarten wie das Esparsetten-Widderchen, das Rebhuhn oder der Gartenschläfer nachgewiesen. Zu den bereits auf der Fläche lebenden und streng geschützten Zauneidechsen wurden 2018 weitere Zauneidechsen im Rahmen einer Umzugsaktion aus einem neu ausgewiesenen Baugebiet angesiedelt.
Die Entwicklung der Fläche, Erfolge und Konzeption, wurden regelmäßig in Ausstellungen und Vorträgen thematisiert.

## Fotogalerie

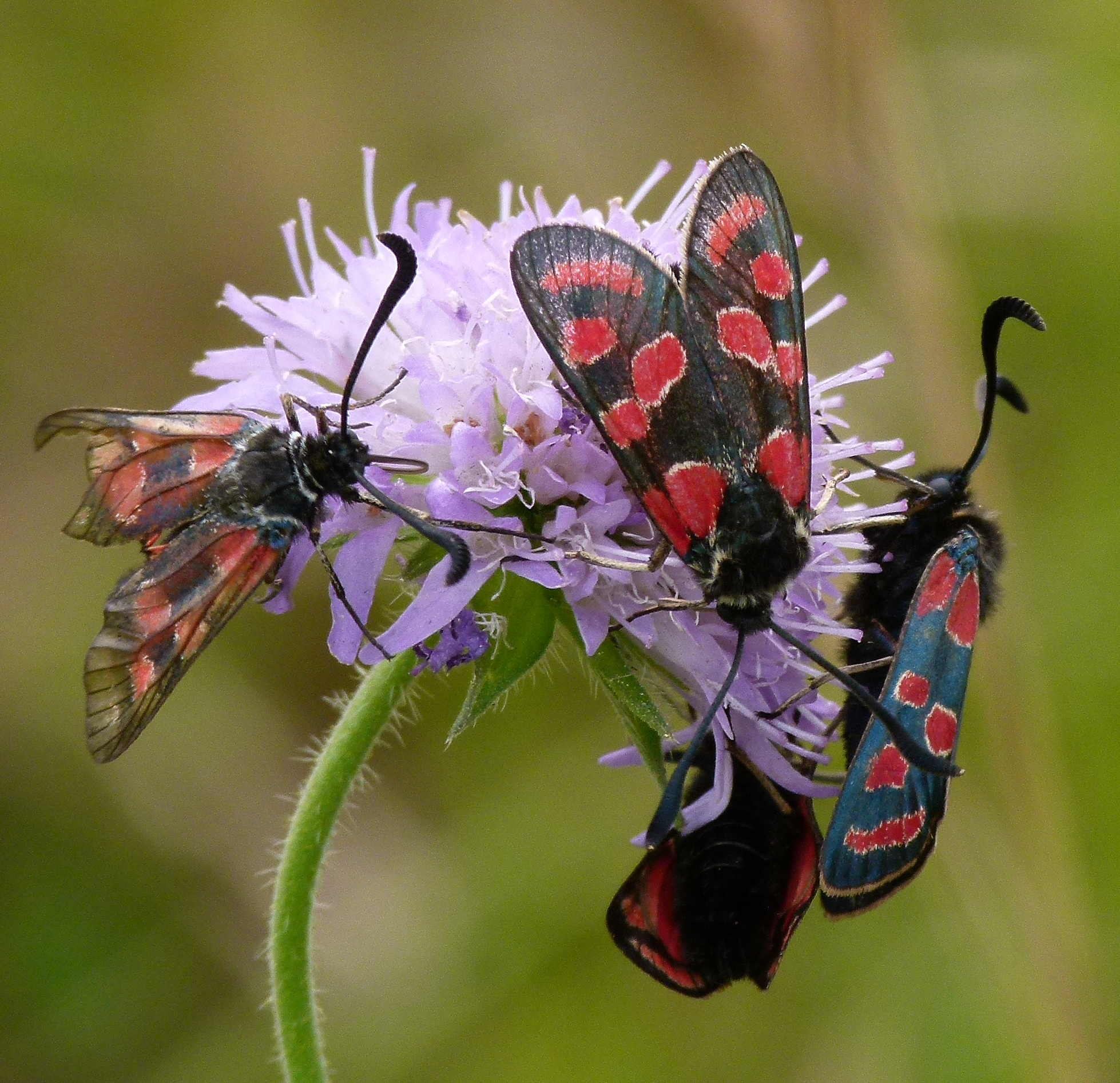
Auf den Roten Listen, das Esparsetten-Widderchen
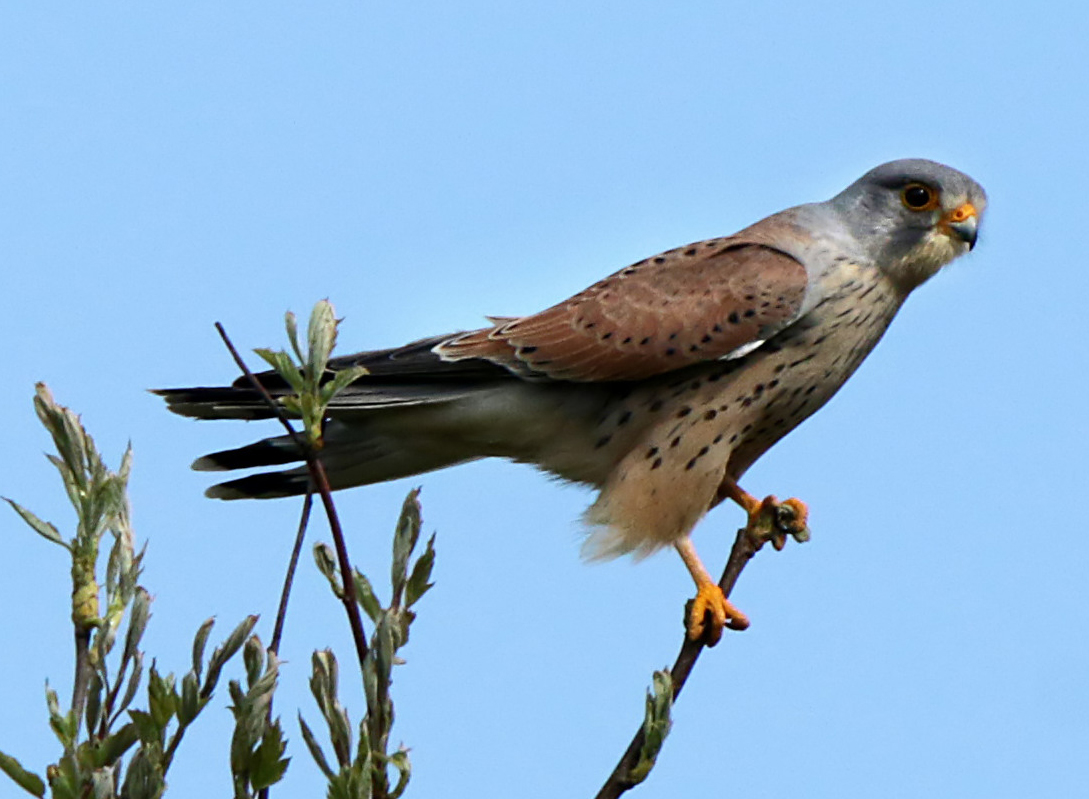
Turmfalken und andere Greifvögel jagen auf der Fläche
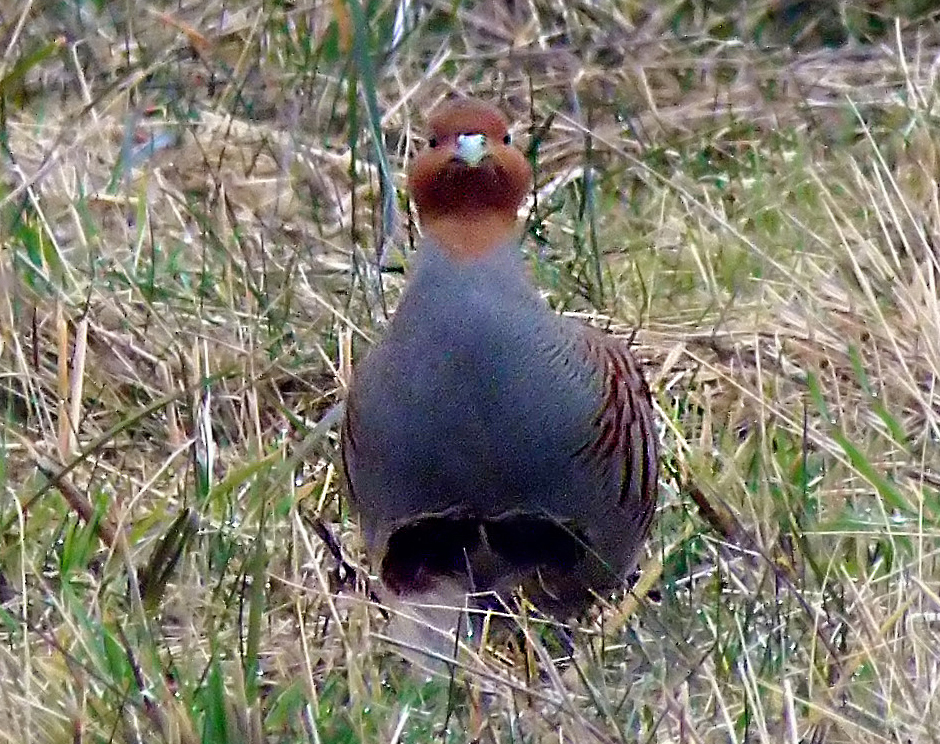
Inzwischen extrem selten, das Rebhuhn, das auf der Fläche brütet
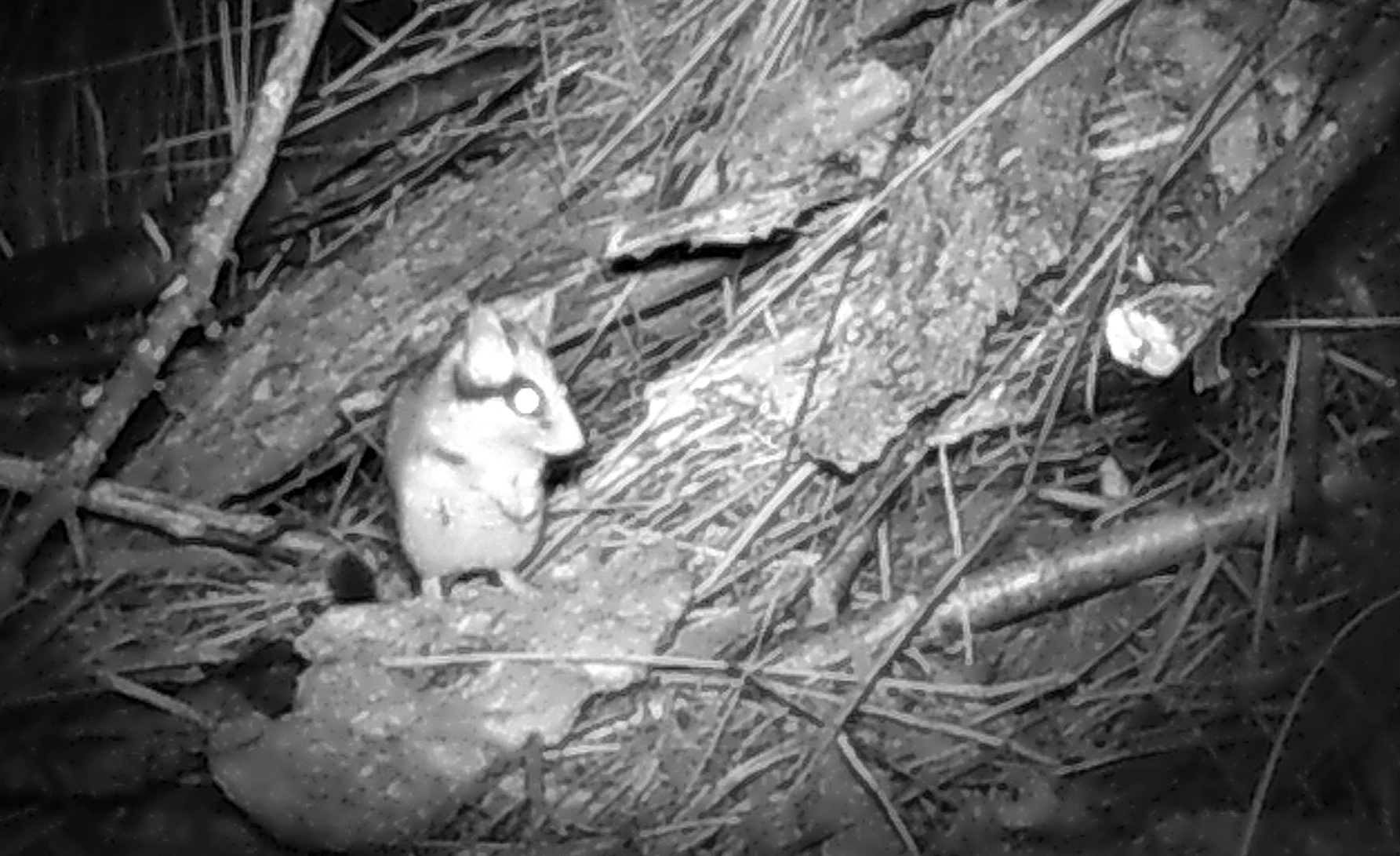
In einigen der Erd- und Holzhaufen leben die nachtaktiven seltenen Gartenschläfer
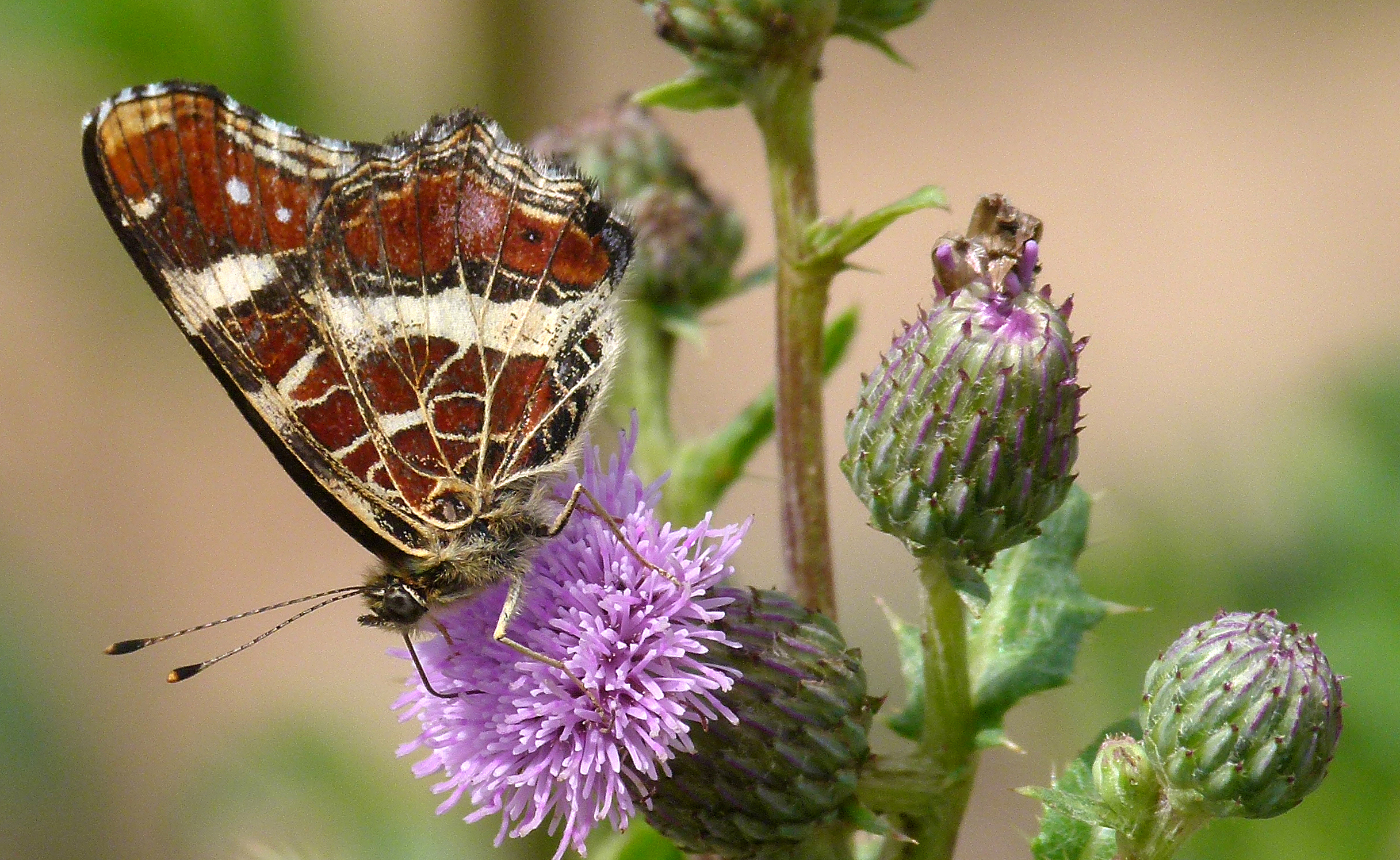
Schmetterlinge sind zahlreich vertreten, hier ein Landkärtchen
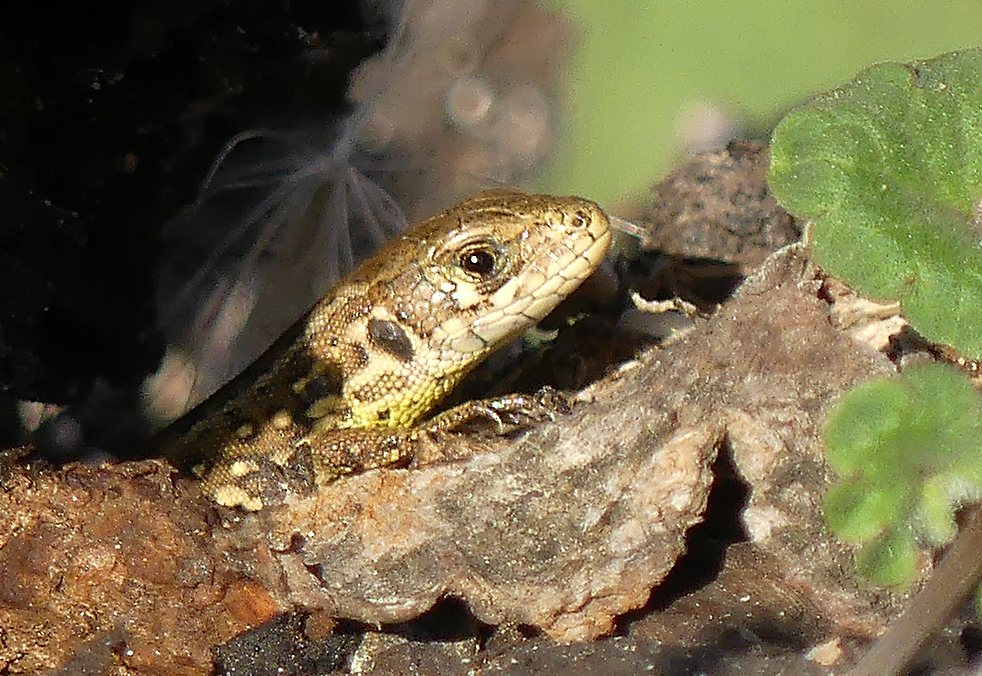
Europaweit streng geschützt, die Zauneidechse

## Ausstellungen und Vorträge (Auswahl)
- Vom Scheinbock und dem wilden Mohn (Rathaus Klein-Winternheim, 2015)[5]
- Natur in Rheinhessen (Rathaus VG Nieder-Olm, 2016)[6]
- Die kleine Wildnis nebenan (Lebendiges Museum Klein-Winternheim, 2018)[7]
- „Von Turmfalken, Zauneidechsen und dem Bienenwolf“. Vortrag von Bodo Witzke beim Dorf- und Geschichtsverein Essenheim (Kunstforum Essenheim, 2019)[8]

## Auszeichnungen
- Umweltschutzpreis des Landkreises Mainz-Bingen (2011)
- Kultur im Landkreis. Preis der Stiftung Kultur im Landkreis Mainz-Bingen (2010)
- Ehrenamtspreis der VG Nieder-Olm (2009)
- Umweltschutzpreis des Landkreises Mainz-Bingen (2009)